# 徒然モノクローム/流線形
「徒然モノクローム／流線形」（つれづれモノクローム／りゅうせんけい）は、フジファブリックの通算12枚目のシングル。2012年5月16日にSony Music Associated Recordsから発売された。

## 解説
- フジファブリック初のダブルA面シングルで、3人体制での初シングルでもある。
- 「初回生産限定盤」、「期間生産限定盤（「つり球」スペシャルデジパック仕様）」、「通常版」の3タイプで発売された。
  - 「初回生産限定盤」には、2011年12月16日にZepp Tokyoで行われた「ホシデサルトパレード TOUR2011」ツアーセミファイナル公演の様子を収録したDVDが付属している。
- 2018年現在、フジファブリックの全シングルの中で最高のセールスを誇る。
  - 「期間生産限定盤」には、4曲目に「徒然モノクローム -「つり球」TV edit-」が収録されており、「つり球」スペシャルパッケージ仕様になっている。

## 収録曲
全編曲：フジファブリック
1. 徒然モノクローム [5:07]
作詞：加藤慎一、作曲：山内総一郎
  - フジテレビ系ノイタミナ枠アニメ『つり球』オープニングテーマ
  - アニメの初期段階の企画書とコンテを元にイメージを膨らませていった作品であり、「オープニング感をとにかく意識して作った」という[1]。サビの歌詞には、『つり球』の主要キャラクターの名前（ユキ、ハル、夏樹（ナツキ）、アキラ）を潜ませている[1]。
2. 流線形 [4:33]
作詞：加藤慎一、作曲：金澤ダイスケ
  - ポッキーチョコレート SPACE SHOWER TVバージョン CMソング
  - Google Play Music「音楽のある生活・キャンプ篇」CMソング
  - PVは「無限回廊」をテーマに制作された[1]。
3. ぼくらが旅に出る理由 [7:15]
作詞・作曲：小沢健二
小沢健二の同名曲のカバー。
4. 徒然モノクローム -「つり球」TV edit- [1:34]

## 演奏
徒然モノクローム
- 山内総一郎：Vocal, Electric Guitar
- 金澤ダイスケ：Clavinet, Mini Moog, Virus, Nord Electro, Background Vocals
- 加藤慎一：Bass, Background Vocals
- BOBO：Drums

流線形
- 山内総一郎：Vocal, Electric Guitar
- 金澤ダイスケ：Piano, Virus, Background Vocals
- 加藤慎一：Bass
- BOBO：Drums

ぼくらが旅に出る理由
- 山内総一郎：Vocal, Acoustic Guitar, Electric Guitar
- 金澤ダイスケ：Keyboards, Background Vocals
- 加藤慎一：Bass
- BOBO：Drums

## DVD（初回版のみ）
1. Intro～STAR
2. スワン
3. Splash!!
4. アイランド
5. 君は炎天下
6. アンダルシア
7. ECHO

## カバー
徒然モノクローム
- 浅利七海（井上ほの花） - ゲーム『アイドルマスター シンデレラガールズ スターライトステージ』に収録。